# Noreste de India
El noreste de la India (oficialmente Región Noreste) es la región más oriental de la India y representa una división administrativa tanto geográfica como política del país. Comprende ocho estados: Arunachal Pradesh, Assam, Manipur, Megalaya, Mizoram, Nagaland, Sikkim y Tripura. La región comparte una frontera internacional de 5.182 kilómetros (alrededor del 99% de su límite geográfico total) con varios países vecinos - 1.395 kilómetros con la Región autónoma del Tíbet, China en el norte, 1.640 kilómetros con Birmania en el este, 1.596 kilómetros con Bangladés en el sudoeste, 97 kilómetros con Nepal en el oeste y 455 kilómetros con Bután en el noroeste. Comprende una superficie de 262.230 kilómetros cuadrados, casi el 8% de la de la India, y es uno de los mayores salientes del mundo.
Los estados de la Región Noreste están oficialmente reconocidos por el Consejo del Noreste (NEC), constituido en 1971 como el organismo encargado del desarrollo de los estados nororientales. Mucho después de la creación del NEC, Sikkim formó parte de la Región Noreste como octavo estado en 2002. Los proyectos de conectividad de la Política de atender al Este conectan el noreste de la India con Asia oriental y la ASEAN. La ciudad de Guwahati, en Assam, es llamada la Puerta del Noreste y es la mayor metrópoli del noreste de la India.